# Oxalis novae-guineensis
Oxalis novae-guineensis là một loài thực vật có hoa trong họ Chua me đất. Loài này được Lourteig mô tả khoa học đầu tiên năm 1979.